# Frederick Thomson (1er baronnet)
Frederick Charles Thomson (27 mai 1875 - 21 avril 1935) est un homme politique et avocat écossais.

## Biographie
Il est le troisième fils de James Wishart Thomson de Glenpark, Balerno, Midlothian; James est un fils de William Thomson, cofondateur de la Ben Line.
Formé à l'Académie d'Édimbourg, au Collège universitaire d'Oxford et à l'Université d'Édimbourg, il est admis au barreau écossais en 1901 et au barreau anglais en 1904.
Il sert en Egypte comme lieutenant avec le Scottish Horse et à Salonique avec les Lovat Scouts, où il est grièvement blessé.
Il est député unioniste d'Aberdeen South de 1918 jusqu'à sa mort. Il est secrétaire parlementaire privé de Sir Robert Horne, de 1919 à 1922, et lord junior du Trésor de février à avril 1923. Il est nommé conseiller du roi en 1923 et solliciteur général pour l'Écosse d'avril 1923 à 1924. Il est à nouveau lord junior du Trésor de 1924 à 1928, vice-chambellan de la maison en 1928-1929 et de septembre à novembre 1931, et trésorier de la maison de 1931 jusqu'à sa mort en 1935.
Il est créé baronnet en 1929, de Glendarroch, dans le comté de Midlothian. Son fils Douglas lui succède au poste de baronnet, et est élu député d'Aberdeen-Sud lors de l'élection partielle de mai 1935 après sa mort.
Il est enterré avec sa femme Constance Margaret Hotson (1880-1970) et son fils dans le coin nord-est du cimetière Dean à Édimbourg.